# NGC 7057
NGC 7057 est une galaxie lenticulaire située dans la constellation du Microscope. Sa vitesse par rapport au fond diffus cosmologique est de 5 173 ± 21 km/s, ce qui correspond à une distance de Hubble de 76,3 ± 5,4 Mpc (∼249 millions d'al). NGC 7057 a été découverte par l'astronome britannique John Herschel en 1836.
Selon la base de données Simbad, NGC 7057 est une galaxie active de type Seyfert 2.	
À ce jour, une mesure non basée sur le décalage vers le rouge (redshift) donne une distance d'environ 62,100 Mpc (∼203 millions d'al). Cette valeur est à l'extérieur des valeurs de la distance de Hubble. Notons que c'est avec la valeur moyenne des mesures indépendantes, lorsqu'elles existent, que la base de données NASA/IPAC calcule le diamètre d'une galaxie et qu'en conséquence le diamètre de NGC 7057 pourrait être d'environ 51,6 kpc (∼168 000 al) si on utilisait la distance de Hubble pour le calculer.

## Groupe d'IC 5105
Selon A. M. Garcia, NGC 7057 fait partie du groupe d'IC 5105. Ce groupe de galaxies renferme au moins 19 membres. Les autres galaxies du groupe sont NGC 7060, NGC 7072, NGC 7075, NGC 7087, NGC 7110, NGC 7130, IC 5105, IC 5105A, IC 5128, IC 5139, et huit galaxies du catalogue ESO.